# 신재홍
신재홍(1966년 6월 9일 ~ )은 대한민국의 작곡가, 편곡가, 음반 프로듀서이다.

## 현재
한·영 합작 첫 엔터테인먼트 회사인 ‘엠트리 뮤직 리미티드’ 의 대표이다. 영국의 음악 관련 법률회사 ‘뉴 미디어 로(New Media Law)’ 로펌과 함께 현지에 합작법인 ‘엠트리 뮤직 리미티드’를 설립. 이는 한국과 영국이 합작한 첫 엔터테인먼트 회사로,  한국 뮤지션과 작곡가, 프로듀서 등 작품자들이 글로벌 역량을 지니도록 육성할 계획이다.

## 학력
- 선화예술고등학교
- 한양대학교 음악대학 작곡과 졸업
- 오스트리아 비엔나 시립음악대학교 졸업

## 대표곡
- 조정현 <그 아픔까지 사랑한거야> (1989년) , <슬픈 바다> (1989년)
- 이승철 <아무런 느낌도> (1989년)
- 원미연 <이별 여행> <조금은 깊은 사랑>( 1991년)
- 이현우 <슬픔 속에 그댈 지워야만 해> (1991년) , <사랑할 수 밖에> (2006년)
- 임재범 <이 밤이 지나면> (1991년) , <사랑보다 깊은 상처> (1997년) , <너를 위해> (2000년)
- 김완선 <헤어질 수 없는 우리> (1993년)
- 박미경 <기억 속의 먼 그대에게> (1996년)
- 박효신 <해 줄 수 없는 일> (2000년) , <좋은 사람> (2002년) , <그 곳에 서서> (2004년)
- 에즈원 <원하고 원망 하죠> (2001년) , <천만에요> (2001년) , <위대한 유산> (2004년)
- 오현란 <조금만 사랑했다면> (1998년)
- 박정현 <영원까지 기억되도록> 디즈니 애니메이션 '뮬란'의 주제곡 (1998년)
- 김민종 <잘못된 약속> (1999년)
- V.O.S <소중한 사람을 위해> (2004년)
- 양파 <다 알아요> (1999년)
- 진미령 <하나 그리고 둘> (1989년)
- 이승환 & 양파 <그대 아니었다면> (1999년)
- 최원석 & 김태영 <당신을 위해> 장동건, 김희선 주연 영화 '패자 부활전' 주제곡 (1997년)
- 앤 <아프고 아픈 이름> (2002년)
- 신승훈 <영원히 사랑 할거야> (1991년)
- 더 원 <보낼 수 없는 너> 권상우, 차승원 주연의 프로젝트 X의 주제곡 (2003년)
- 정기고 <좋았나봐> (2013년) 외 다수. 앨범 프로듀싱

## 영화 OST
- <달은 해가 꾸는 꿈> (박찬욱 감독) 주제곡 (1992년)
- <패자 부활전> (이광훈 감독) 주제곡 (1997년)
- <단적비 연수> (박제현 감독) 주제곡 (2000년)
- <동감> (김정권 감독) 주제곡 (2000년)
- 디즈니 애니메이션 <뮬란> 아시아 버전 주제곡 박정현 <영원까지 기억되도록> (1998년)
- <흑심 모녀> (조남호 감독) 음악 감독 (2008년)

## 드라마
- MBC <불새> 주제곡, 널위한 사랑 (2004년)
- MBC <불꽃 놀이> 주제곡, 사랑할 수 밖에 (2006년)
- MBC <문희> 음악 감독 (2007년)
- SBS <가족의 탄생> 음악 감독 (2013년)